# Engganomuskaatduif
De engganomuskaatduif (Ducula oenothorax) is een vogel uit de familie der Columbidae (Duiven en tortelduiven). De vogel werd in 1892 door Tommaso Salvadori als soort beschreven maar later meestal beschouwd als ondersoort van de groene muskaatduif (Ducula aenea). 

## Verspreiding en leefgebied
Deze soort komt voor op het eiland Enggano, zuidwestelijk van Sumatra.